# 悪魔執事と黒い猫
悪魔執事と黒い猫（あくましつじとくろいねこ）は、スタジオわさびが製作したノベルゲーム。通称「あくねこ」。キャッチコピーは”貴方の現実に寄り添い、メンタルをいやすゲーム”。設定から、天気や1日の予定を教えてくれる。また、18人の執事から好きな執事をホーム画面に設定して親密度を上げることができる。時々、ホーム画面から別の執事がやってくることがある。親密度のレベル具合によって、レシピや豆知識を教えてくれる。また、瞑想、散歩、ストレッチ、作業ができる。安眠サポートとという機能も追加され、就寝のサポートもしてもらえる。プレイヤー（主様）は男女選択制である。ホーム画面に飛んでいる蝶や薔薇をタップすると、魔蝶石や着せ替えアイテムなどがもらえる。

## あらすじ
通りかかった黒猫が落とした金の指輪。それをはめると、急に見慣れない景色が広がる。目の前には自分の「執事」だという、ベリアンと名乗る男性がいた。
そこから様々な執事と出会う中で、人々の生活を脅かす「天使」の存在を知る。ベリアンたち執事は、その天使を倒すために存在しているという。
プレイヤーは「主様」と呼ばれ、執事たちの力を使って人々を守るために、一緒に奮闘する。
その中で執事たちが、実は悪魔と契約を交わした「悪魔執事」であり、「絶望」を経験していないと悪魔執事にはなれないという事実をプレイヤーは知ることになる。
果たして、天使との戦いの結末は…？
そして、執事たちが経験した「絶望」とは…？

## キャラクター
屋敷に住む18人の執事たちは、全員グロバナー家という中央の大地を治める貴族に雇われている。また、悪魔と契約したことにより、街の人たちからは「悪魔執事」と呼ばれており、忌み嫌われているらしい。よく思わない人たちから嫌がらせを受けることもしばしば。
悪魔と契約できる条件として、「死にたくなるほどの絶望を味わった者」だけが契約できる。また、悪魔の力が暴走してしまうと命の危険に関わる。執事たちは「魔導服」と呼ばれる服を身につけないと、天使を倒すのは危険である。だが、いずれは魔導服に飲み込まれて死んでしまうという運命にある。悪魔執事になったときから歳をとらない不老の状態になるが、不死になるわけではない。そのため、天使との戦いで命を落とす可能性もある。
執事たちは1階・2階・3階・地下、別邸・別邸2階で2〜4名ごとに分かれて生活をしている。
誕生日は公開されているが悪魔執事になってから日が経ちすぎており自分の誕生日を忘れているため、1階・2階・3階・地下の執事は悪魔執事になった日を誕生日としている。別邸・別邸2階の執事は本当の誕生日。

### 1階の執事
ベリアン・クライアン（Berrien Cliane）
声 - 田丸篤志　演 - 藤田玲
身長：178cm   体重：63kg   年齢：29歳　血液型：AB型
担当：マナー指導　趣味：茶葉の調合、詩を読むこと　好物：紅茶、マドレーヌ　苦手：虫全般　足のサイズ：27.1cm　悪魔と契約した日：3月5日
温厚な性格で、悪魔執事たちの中心人物。常に皆の事を気にかけ、さりげなくサポートする。自分のことより周りのことを大切に思うが故に自己犠牲も厭わないため、自分を大切にしてほしいと注意を受けている。重要事を決める時には価値観の近いルカスに相談することも。
紅茶を嗜むことが趣味で、彼が淹れた紅茶は美味しいと好評である。
自室では天使の研究が日夜行われており、夜遅くまで取り込んでいることも。
虫は苦手だがチョウだけは平気。苦手を克服しようと昆虫図鑑で慣れようとするが、失敗に終わっている。
契約悪魔はベリアル。ベリアン本人の記憶では人類史上3番目に悪魔執事となったらしい。
ロノ・フォンティーヌ（Lono Fontaine）
声 - 鈴木崚汰　演 - 安藤夢叶
身長：175cm   体重：62kg   年齢：22歳　血液型：A型
担当：調理　趣味：レシピ研究、人に料理を出すこと　好物：刀削麺　苦手：細かいこと、ご飯を残すこと　足のサイズ：26.7cm　悪魔と契約した日：7月23日
明るくて元気な性格。料理の腕が高く、毎日執事たちのご飯を作っている。同室であり同い年のバスティンをライバル視しており、喧嘩をすることも多い。
年齢が近いということもあり、よくバスティンやフルーレに料理を手伝わせている。また、たまに街へ出ては近所の貧しい人々に料理を配っている。年上の執事には敬称をつけているが、ハウレスのみ敬称はつけておらず呼び捨てであり、毎回注意されている。
契約悪魔はロノウェで、身体の耐久力を上げ、打たれ強くなる能力を持つ。
バスティン・ケリー（Bastien Kelly）
声 - 石谷春貴　演 - 今井俊斗
身長：174cm   体重：59kg   年齢：22歳　血液型：O型
担当：馬の飼育、調理補佐　趣味：武器屋巡り、木彫り人形作り　好物：トマトの肉煮込み　苦手：悪夢を見ること、寒さ、甘い食べ物 足のサイズ：25.9cm　悪魔と契約した日：2月19日
基本無口で人と関わろうとしない。食べることが大好きで、つまみ食いできることを条件にロノの調理や買い出しを手伝っている。寝ることも大好きで立ったまま寝ることも。
よく動物に好かれており、もふもふしたものが好き。特に猫に目がないため、ムーとは一緒にいることも多い。
契約悪魔はオロバス（この世界ではシロギツネの悪魔）で、剣と一体になってスピードを上げてくれる。

### 2階の執事
ハウレス・クリフォード（Haures Clifford）
声 - 坂泰斗　演 - 松島勇之介
身長：181cm   体重：67kg   年齢：28歳　血液型：A型
担当：訓練、設備管理　趣味：人助け、犬を撫でること　好物：激辛鍋、バナナマフィンの生クリームのせ　苦手：卑怯な事、魚料理　悪魔と契約した日：5月10日
若い執事たちのリーダー。年上の執事たちからも信頼されている。完璧主義者で、いつも周囲に気を配る。頑張りすぎて過労になり、ルカスには「君の体はもうとっくに限界を超えている」と言われてしまうほどだが、薬をもらい、それすら隠して頑張ってしまうことも。女性と話す事に緊張する。犬を撫でる時が唯一、誰にも気を使わない瞬間。
執事としての仕事は完璧だが、生活能力が低く掃除や料理ができない。服を綺麗にたたむことにも苦労している。美的センスも怪しく、本人はそうは思っていないが、フェネスからも否定されない。あるバレンタインのときには、会場設営でインテリアを担当し、会場の壁紙をハート柄にし、貴族から不満が続出した。
契約悪魔はフラウロスで、悪魔を率い、導くことができる。
フェネス・オズワルド（Fennesz Oswald）
声 - 坂田将吾　演 - 梶田拓希
身長：186cm   体重：72kg  　年齢：28歳　血液型：O型　
担当：入浴補助、設備管理補佐　趣味：歴史書研究、筋トレ　好物：キノコの丸焼き　苦手：争う事　足のサイズ：28.8cm　悪魔と契約した日：5月10日
若い執事たちの副リーダー。モノクルをかけているが目が悪いわけではない。いつもボスキとハウレスとの喧嘩の仲裁に入っている。
穏やかで心優しく、常に周囲の様子を見ている。自己肯定感が低く、「俺なんか」が口癖。そのため、人一倍落ち込みやすいが、前向きになって自分を変えようとする努力家な一面もある。本が絡むと、食事を忘れてしまうくらい没頭することも。意外にも使用する武器は両手斧である。
契約悪魔はフェネクス（この世界では牡鹿の悪魔）で、一度読んだ本の内容を忘れない能力をもたらす。
アモン・リード（Ammon Lead）
声 - 高塚智人　演 - 宮崎湧
身長：169cm   体重：59kg   年齢：23歳　血液型：B型　
担当：庭整備　趣味：花の研究と栽培　好物：チェダーチーズ、イートン・メス　苦手：暗い部屋にいること、キノコ　足のサイズ：26.2cm　悪魔と契約した日：4月14日
ずる賢く、要領もいい。用心深く、親しい相手でもなかなか信用しない。しかし、一度信頼すると献身的な一面を見せる。花の知識が豊富で屋敷では庭の管理を担当している。
ボスキのことを尊敬しており、何かと気にかけてサポートをする姿が見受けられる。
背中には薔薇のタトゥーと傷があり、夜な夜なムチで背中を傷つける癖がある。
執事の中で唯一武器が剣ではなくムチである。
ボスキ・アリーナス（Boschi Arenas）
声 - 神尾晋一郎　演 - 木津つばさ
身長：172cm   体重：60kg   年齢：28歳　血液型：AB型　
担当：設備管理（インテリア）　趣味：サウナ、水風呂、髪の手入れ　好物：肉料理全般　苦手：早起き、卑怯なこと、野菜全般　足のサイズ：26.4cm　悪魔と契約した日：10月20日
少し荒い性格だが年齢とともに落ち着いた。負けず嫌いでハウレスに対してライバル意識を持つ。ハウレスが熱を出しているのにもかかわらずボスキと天使狩りに向かった際、攻撃されそうになったハウレスを庇い右目と右手を失った。その為右手は義手。逆境に負けない強さを持つが、たまに抜けているところがある。視界の右側はあまり見えておらず、よく物にぶつかる。アモンのサポートは自然と受け入れている。
契約悪魔はザエボス（この世界では黒豹の悪魔）で、体力の限界を一時的に跳ね上げる能力を持つ。しかし代償があり、その分体力の消耗も激しい。

### 3階の執事
ルカス・トンプシー（Lucas Thompscie）
声 - 木島隆一　演 - 輝馬
身長：182cm   体重：64kg   年齢：34歳　血液型：B型　
担当：医療、交渉　趣味：薬の調合、人の弱みを見つける　好物：パウンドケーキ　苦手：汗をかくこと、非倫理的な人　足のサイズ：28.1cm　悪魔と契約した日：11月13日
幼い時から知的好奇心が深く、たくさんの書物を読み漁っていた。学校では飛び級で進学したが、優秀が故に友達がいなかった。卒業後は病院で医者として働くことになり、その優秀さを買われ、若手リーダーに抜擢される。しかし、昔から協調性を持っていなかったり、フォローもせず他の人がするべき仕事を全て引き受けてしまったことが原因で、仲間が次々とやめてしまう。その後、悪魔執事として屋敷に住むことになる。昔はよくベリアンから、態度や言葉遣いを注意されていたらしい。
ワインが大好きで屋敷には専用のワインセラーの棚があり、そこに空になったボトルを保管している。二日酔いで仕事に支障をきたしたことは一度もないらしい。執事をたまに実験対象のような扱いをすることがある。
契約悪魔はフォラス（この世界ではライオンの悪魔）で、死の淵に佇んでいる人が助かるか否かを見極める能力をもたらす（ルカスは「命の灯火」と呼んでいる）。
ナック・シュタイン（Nac Stein）
声 - 浦和希　演 - 長塚拓海
身長：176cm   体重：59kg   年齢：26歳　血液型：A型　
担当：掃除清掃、会計管理、交渉補佐　趣味：刺繡　好物：オランジェット　苦手：不潔なもの、肉系、朝起きること　足のサイズ：27cm　悪魔と契約した日：6月2日
堅実で理論派の執事。紳士的な性格で主様への忠誠は見事である。キザでくさいセリフをよく言う。相手のことばかりに気を遣い、自分のことは蔑ろにしがち。
動体視力がよいが、寝起きは悪い。だがそれ以上に寝起きの悪いルカスを起こしている。またお酒に弱く、口にしてしまうと普段よりも大胆になる一面も。
ラムリ・ベネット（Lamli Bennett）
声 - 井上雄貴　演 - 石橋弘毅
身長：173cm   体重：57kg  　年齢：23歳　血液型：O型　
担当：掃除清掃　趣味：主様とルカス様について考える、星を眺める　好物：カエルの唐揚げ　 苦手：指示されること、静かにすること　足のサイズ：26.4cm　悪魔と契約した日：8月3日
気まぐれで猫のような性格。一度懐くとしつこいくらいにつきまとう。面倒くさがりでサボることばかり考えている。嫌いな人には露骨に態度で示す。
今は落ち着いているが、執事になりたての頃は突然激しい頭痛に襲われ、気絶する病気を抱えていた。その時ルカスに助けてもらった事からルカスに懐き、以降「ルカス様」と呼び慕うようになる。

### 地下の執事
ミヤジ・オルディア（Miyaji Oldia）
声 - 田所陽向　演 - 川上将大
身長：190cm   体重：69kg   年齢：34歳　血液型：B型　
担当：マナー指導、音楽　趣味：ろうそく作り、日光浴　好物：香辛料が効いたスープ　苦手：騒がしい人や場所　足のサイズ：28.8cm　悪魔と契約した日：12月4日
穏やかな性格で、包容力がある。同室のフルーレやラトを本当の息子のように大切に思っている。楽器の演奏や釣り、素潜りが得意。宗教上の理由から戦争が絶えない国に生まれ、大事な人を次々亡くす光景を見て、医者になろうと決心した。しかし、真面目すぎるが故に、一人の人命救助に必死になりすぎて、救える多くの命を失った。そのことが原因で医者を辞め、悪魔執事となった。ルカスから、ミヤジのことを聞いた際、「私の助手にならないか」と誘いを受ける。初めは迷ったが、助手として働くことになった。自分に自信が持てないとルカスに伝えると、「そんなことはない。君は医者に向いてる人だ」と告げられ、涙を流した。しかし、過去に自分があることで重症を負ったとき、同じく怪我をした自分より若い者を助けず、自分を助けたことに怒りルカスとの友情に亀裂が生じてしまう。悪魔執事になる前は教師をしていた。
契約悪魔との力が解放されると、狐の耳が生え見た目が変わる。口調も荒っぽいものになり、速く走れるようになる。
フルーレ・ガルシア（Flure Garcia）
声 - 古田一紀　演 - 日暮誠志朗
身長：165cm  体重：51kg  年齢：20歳　血液型：B型　
担当：衣装、音楽　趣味：洋服屋巡り、バレエ　好物：クルトン　苦手：人前に出ること、たくさん食べること　足のサイズ：25.2cm　悪魔と契約した日：1月31日
幼少期からバレエをしていた母に姉の影響で一緒にバレエのレッスンを受け始める。また家が貧しく姉のお下がりの人形やおもちゃで遊んでいた。そのことから周囲からはイジメを受ける。屋敷の中では強気だが、外では人見知りする。強くなりたい願望が強く、トレーニングに励むが筋肉がつかない。美容に関する知識が豊富で、美意識が高い。しかし、可愛いや綺麗と言われることを嫌っている。本人はかっこいいと言われたいらしい。ファッションが大好きで洋服屋に行った際は定員さんに引かれるぐらい素材や生地についての質問をしてしまう。
一人に買い物に行けないくらい、極度の人見知り。その為、歳の近いロノ等についてきてもらっている。克服したいと思っているが、成功したことはない。
契約悪魔はフルフル。この悪魔の力を解放すると、服のデザインなどのアイディアがすぐ思いついたり、服をすぐに完成させることができる。武器はレイピア。弓の技術は全執事の中でもずば抜けており、皆に驚かれた。
「ゼパル」というメインストーリー開始以前に悪魔執事になり、そして亡くなっている人のことを今でも大切に思っている描写が見られる。
ラト・バッカ（Lato Bacca）
声 - 山谷祥生　演 - 伊崎龍次郎
身長：168cm   体重：56kg   年齢：24歳　血液型：AB型　
担当：音楽　趣味：蟻の巣の観察　好物：パセリ　苦手：特になし　足のサイズ：25.8cm　悪魔と契約した日：9月29日
狂気的な性格。普段は紳士的、しかし機嫌を損ねると何をしでかすかわからない。生き物に興味がなく、冷たい目をすることがある。自称フルーレの兄で、彼を弟のようにかわいがっている。満月の夜になると、フルーレが「ラトに不用意に近づくと殺されてしまう」と言うほど、凶暴になる。
契約悪魔はストラス。この悪魔の力が解放されると、聴力が良くなり、どんな小さな音でも聞き逃さない。

### 別邸の執事
テディ・ブラウン（Teddy Brown）
声 - 島﨑信長
身長：177cm　体重：64kg　年齢：25歳　血液型：O型
担当：未定　趣味：剣士の情報収集、珈琲　好物：ストロベリータルト　苦手：緑の野菜、人の悪口　足のサイズ：27.3cm　誕生日：11月26日
グロバナー家偵察隊の元副隊長。正義感が強く、実直な努力家で、性格も明るいため部下から信頼されていた。しかし、天使との戦闘によって仲間を失い、その後悪魔執事になった。剣士オタクであり、強い剣士の情報をまとめたり取材したりしている。ハウレスを特に尊敬している。「みんなの筋肉メモ」というタイトルのメモ張を持っており、そこには執事全員の筋肉についてのメモが書かれている。
契約悪魔はフォルネウス（この世界ではヒグマの悪魔）で、大いなる腕力をもたらす。しかし代償として、空腹感ももたらしてしまう。
昔双子の兄がいたが、天使に殺されてしまった。その後、いつも笑顔で人気者の兄に自分が成り代わったら、「明るい方の兄が死ななくてよかった」と思われると思い、兄と弟で誰も知らぬまま入れ替わった。親族からは、その思惑通り弟が死んだと思われている模様。
カワカミ・ハナマル（Kawakami Hanamaru）
声 - 江口拓也
身長：180cm　体重：70kg　年齢：36歳　血液型：0型
担当：未定　趣味：ギャンブル、詩を詠むこと　好物：和菓子、うどん　苦手：子どもが傷つくこと、説教を受けること　足のサイズ：28cm　誕生日：4月24日
東の大地出身。とある事情で孤児院を運営していた。気だるげな性格だが、子供の世話はしっかりとこなす。依頼先に向かった際に出会う子供たちにもよく懐かれている。また剣術もかなりの腕前であり、それは悪魔執事になる以前の天使との戦闘で、ベリアン達が駆けつけた時まで生き残るくらいだった。
契約悪魔はフォカロルで、決して折れることのない刃を与える。
シノノメ・ユーハン（Shinonome Yuhan）
声 - 斉藤壮馬
身長：174cm　体重：60kg　年齢：26歳　血液型：B型　
担当：未定　趣味：茶道　好物：あんまん、蕎麦　苦手：休むこと、高級なもの全般　足のサイズ：26.1cm　誕生日：8月28日
東の大地の小さな田舎の村出身。サルディス家軍隊の元少佐。知力、武力ともに優れており若くして実力のみで少佐となった。しかし、忠誠を誓っていたサルディス家が何年にも渡って悪行を繰り返していたことを知り、摘発しようとする。すると先を読まれていたサルディス家当主のフブキにより捕まり、拷問を受け、その上家族が村ごと殺され、壊滅させられたことを知る。そして、処刑される日に執事たちに助けられ、その絶望の経験と実力が揃っていたことで悪魔執事になった。一度、忠誠を誓った相手には非常に献身的である。
契約悪魔はマルコシアスで、天使を狩るたびに力を与える能力を持つ。しかし、ユーハン本人の意思関係なく眠ってしまう代償も持ち合わせている。

### 別邸2階の執事
ベレン・クライアン（Bellen Cliane）
声 - 岡本信彦
身長：182cm　体重：69kg　年齢：29歳　血液型：AB型　
担当：執事のサポート　趣味：ピッツァづくり、蜂蜜づくり（養蜂）、カクテルづくり　好物：チーズ多めピッツァ、チョコレートタルト　苦手：野菜（トマト、バジル以外）、子供に厳しくすること　家族構成：孤児／育ての親「ゴエティア・クライアン」　誕生日：9月13日
2000年もの長い眠りから目覚めた青年。ベリアンとは幼馴染であり、共にゴエティアの孤児院で育った。孤児院では他の子どもたちを取りまとめており、昔から面倒見の良いお兄さんのような存在。いつも余裕があり、爽やかな雰囲気で場を和ませる。
今まで使っていた武器である槍は、ベリアンに譲り新しい槍を手に入れた。
契約悪魔はベレトで、力を解放するとミヤジと同じように獣の耳・尻尾が生える（性格には影響しない）。
ベリアンの記録上人類で2番目に悪魔と契約した執事。
シロ（Shiro）
声 - 梅原裕一郎
身長：180cm　体重：67kg　年齢：27歳　血液型：AB型　
担当：執事のサポート　趣味：絵を描く、彫刻（木彫り）、盆栽　好物：ベリアン特製メープルワッフル、ミヤジ特製スパイススープカレー、ロノ特製ボロネーゼ　苦手：納得できないことに従うこと　家族構成：不明　誕生日：5月22日
西の大地出身。元渓谷の民の住人で、白く長い髪と尖った耳が特徴的。同胞を連れ去った天使を倒すために自らデビルズパレスへと赴き、悪魔執事となった。
高慢かつ孤高な性格で、基本他の執事たちと馴れ合おうとはしない。執事でありながらも主に対して上から物を言うが、何かと気にかけ、彼なりにサポートしている。
仲間の復讐のために生きてきたために食事などに興味は持っていなかったが、屋敷に来て初めて好物ができた。
契約悪魔はガープ（この世界では白い虎の悪魔）で、他人の記憶にフタをし封じ込める能力を持つ。

### その他の登場人物
ムー（Muu）
声 - 井坂瞳　演 - 伊奈聖嵐
空から落ちてきた謎の記憶喪失の黒猫。言葉を発することができる。その後みんなといるために執事となり、デビルズパレスで共に生活するようになる。食いしん坊でささみが好物。ダイエットをしてひまわりの種数個ほど痩せたご褒美にささみを食べようとしたこともある。
普段は元気いっぱいな性格でデビルズパレスを明るく照らしているが、実は本人は気づいていない何か特別な力を持っているようで…？
エルヴィラ
声 - 永瀬アンナ
北の大地に住む魔女族の少女。悪魔執事たちと交流があり、占いで助言をする。猫が好きなのかムーを撫でたり肉球を触らせてほしいと要求する。
ジェシカ・ブルック
バスティンの幼馴染。
トリシア・クリフォード
声 - 菱川花菜
ハウレスの実の妹。生まれつき目の病気を患っていたが、性格は明るくしっかり者。兄のハウレスを尊敬していた。
アレク
声 - 水野朔
血の繋がりのないラトの弟。
フィンレイ・グロバナー
声 - 若林佑
四大貴族のうち、中央の大地を治めるグロバナー家の当主。
冷静で物腰が柔らかく、聡明。
サルディス・フブキ
声 - 祐仙勇
東の大地を治めるサルディス家の当主。
目的を達成するためならばどんな手段も厭わない冷酷な一面がある。
シャーキル・ポートレア
南の大地を治めるポートレア家の当主。
エルボア・ウォールデン
西の大地を治めるウォールデン家の当主。
アロ
西の大地の住人。ドールタウンの老舗人形屋で監禁されていたところを地下の執事たちに助けられて以来、悪魔執事と交流を持っている。
チェノア
アロの妻。
セラフィム
声 - 德石勝大
最初に登場した知能天使。悪魔執事を抹殺することを目論んでいるが、好奇心が強く抜けている一面も持ち合わせている。
ケルビム
声 - 米内佑希
2人目の知能天使。セラフィムに比べ短髪で、冷静。
スローン
声 - 小笠原仁
3人目の知能天使。他の知能天使2人に比べ、好戦的である。大木1本軽々と持ち上げられるほど腕力が強い。
ゼパル
ベリアンやルカス、ミヤジの古くからの仲間である悪魔執事。フルーレに裁縫を教え、とても慕われていた。主がやってくる2年前に亡くなっている。
ゴエティア・クライアン
　ベリアンとベレンが育った孤児院の運営者で、ベリアンから「お父様」と慕われていた人物。グロバナー家と交渉し天使狩りをしていた。ベリアンの記録上、初めて悪魔と契約した人物。

## 舞台『悪魔執事と黒い猫 〜薔薇薫る舞踏会編〜』
2024年6月には、舞台『Butlers' 歌劇『悪魔執事と黒い猫』～薔薇薫る舞踏会編～』がIMMシアターにて上演された。脚本・作詞を三浦香、演出をアレクサンドラ・ラター、音楽を坂部剛が担当した。キャストは#キャラクターを参照。
主様と執事たちの出会い〜死神事件までを主にストーリーが展開されている。